# Łukasz Skorupski
Łukasz Skorupski (ur. 5 maja 1991 w Zabrzu) – polski piłkarz, występujący na pozycji bramkarza we włoskim klubie Bologna FC oraz w reprezentacji Polski. Uczestnik Mistrzostw Świata 2022 oraz Mistrzostw Europy 2020 i 2024.

## Kariera klubowa
Skorupski rozpoczął swoją karierę w Pogoni Zabrze, którą opuścił w 2003 na rzecz MSPN Górnik Zabrze. Przed rozpoczęciem sezonu 2008/2009 został włączony do pierwszej drużyny Górnika, jednak występował jedynie w rozgrywkach Młodej Ekstraklasy. W lutym 2011 został wypożyczony na rok do pierwszoligowego wówczas Ruchu Radzionków, w którego barwach rozegrał 14 spotkań. W czerwcu powrócił do Górnika, zaś 31 lipca zadebiutował w jego barwach w polskiej Ekstraklasie podczas zremisowanego 1:1 spotkania ze Śląskiem Wrocław. 12 lipca 2013 podpisał czteroletni kontrakt z włoską AS Romą. 30 czerwca 2015 został wypożyczony na rok do Empoli FC. 20 lipca 2016 podpisał nowy, pięcioletni kontrakt z Romą. 22 czerwca 2018 podpisał pięcioletni kontrakt z Bologną FC. 14 maja 2025 Skorupski zdobył ze swoim klubem Bologna FC - Puchar Włoch. Bologna sięgnęła po Puchar pierwszy raz od 1974 roku. To pierwsze trofeum w dorobku Łukasza. 

## Kariera reprezentacyjna
W latach 2011–2012 wraz z reprezentacją Polski do lat 20 uczestniczył w Turnieju Czterech Narodów, w którym rozegrał trzy mecze. 6 października 2011 zadebiutował w kadrze do lat 21 podczas zremisowanego 1:1 meczu z Portugalią, w którym obronił rzut karny. 14 grudnia 2012 zadebiutował w reprezentacji Polski podczas wygranego 4:1 spotkania towarzyskiego z Macedonią. Został powołany przez Czesława Michniewicza na Mistrzostwa Świata 2022, ale nie zagrał w żadnym spotkaniu turnieju.
Znalazł się w 26-osobowej kadrze na Mistrzostwa Europy 2024. 25 czerwca 2024 roku wystąpił w podstawowym składzie w meczu przeciwko reprezentacji Francji. Po meczu został wybrany zawodnikiem meczu, po wielu udanych interwencjach bramkarskich.

## Statystyki

### Klubowe
(aktualne na 15 maja 2025)
| Klub                   | Sezon              | Liga               | Liga  | Liga   | Puchar kraju | Puchar kraju | Puchar ligi | Puchar ligi | Europa | Europa | Suma  | Suma   |
| Klub                   | Sezon              | Liga               | Mecze | Bramki | Mecze        | Bramki       | Mecze       | Bramki      | Mecze  | Bramki | Mecze | Bramki |
| ---------------------- | ------------------ | ------------------ | ----- | ------ | ------------ | ------------ | ----------- | ----------- | ------ | ------ | ----- | ------ |
| Górnik Zabrze          | 2008/09            | Ekstraklasa        | 0     | 0      | 0            | 0            | 0           | 0           | –      | –      | 0     | 0      |
| Górnik Zabrze          | 2009/10            | I liga             | 0     | 0      | 0            | 0            | –           | –           | –      | –      | 0     | 0      |
| Górnik Zabrze          | 2010/11            | Ekstraklasa        | 0     | 0      | 0            | 0            | –           | –           | –      | –      | 0     | 0      |
| Ruch Radzionków (wyp.) | 2010/11            | I liga             | 14    | 0      | 0            | 0            | –           | –           | –      | –      | 14    | 0      |
| Górnik Zabrze          | 2011/12            | Ekstraklasa        | 27    | 0      | 0            | 0            | –           | –           | –      | –      | 27    | 0      |
| Górnik Zabrze          | 2012/13            | Ekstraklasa        | 29    | 0      | 1            | 0            | –           | –           | –      | –      | 30    | 0      |
| AS Roma                | 2013/14            | Serie A            | 2     | 0      | 1            | 0            | –           | –           | –      | –      | 3     | 0      |
| AS Roma                | 2014/15            | Serie A            | 3     | 0      | 2            | 0            | –           | –           | 6      | 0      | 11    | 0      |
| Empoli FC (wyp.)       | 2015/16            | Serie A            | 31    | 0      | 1            | 0            | –           | –           | –      | –      | 32    | 0      |
| Empoli FC (wyp.)       | 2016/17            | Serie A            | 35    | 0      | 0            | 0            | –           | –           | –      | –      | 35    | 0      |
| AS Roma                | 2017/18            | Serie A            | 1     | 0      | 1            | 0            | –           | –           | –      | –      | 2     | 0      |
| Bologna FC             | 2018/19            | Serie A            | 36    | 0      | 1            | 0            | –           | –           | –      | –      | 37    | 0      |
| Bologna FC             | 2019/20            | Serie A            | 37    | 0      | 1            | 0            | –           | –           | –      | –      | 38    | 0      |
| Bologna FC             | 2020/21            | Serie A            | 28    | 0      | 0            | 0            | –           | –           | –      | –      | 28    | 0      |
| Bologna FC             | 2021/22            | Serie A            | 36    | 0      | 1            | 0            | –           | –           | –      | –      | 37    | 0      |
| Bologna FC             | 2022/23            | Serie A            | 18    | 0      | 1            | 0            | –           | –           | –      | –      | 19    | 0      |
| Bologna FC             | 2023/24            | Serie A            | 32    | 0      | 2            | 0            | –           | –           | –      | –      | 34    | 0      |
| Bologna FC             | 2024/25            | Serie A            | 26    | 0      | 3            | 0            | –           | –           | 7      | 0      | 36    | 0      |
| Bologna FC             | Ogólnie            | Ogólnie            | 213   | 0      | 9            | 0            | 0           | 0           | 7      | 0      | 229   | 0      |
| Ogólnie w karierze     | Ogólnie w karierze | Ogólnie w karierze | 356   | 0      | 15           | 0            | 0           | 0           | 13     | 0      | 384   | 0      |

### Reprezentacyjne
(aktualne na dzień 10 czerwca 2025)
| Reprezentacja | Rok     | Mecze | Bramki |
| ------------- | ------- | ----- | ------ |
| Polska        | 2012    | 1     | 0      |
| Polska        | 2018    | 2     | 0      |
| Polska        | 2020    | 1     | 0      |
| Polska        | 2021    | 1     | 0      |
| Polska        | 2022    | 3     | 0      |
| Polska        | 2023    | 1     | 0      |
| Polska        | 2024    | 5     | 0      |
| Polska        | 2025    | 3     | 0      |
| Ogólnie       | Ogólnie | 17    | 0      |

| 1.  | 14.12.2012 | Antalya, Turcja        | Macedonia Północna | 4:1 |  | towarzyski   |
| 2.  | 27.03.2018 | Chorzów, Polska        | Korea Południowa   | 3:2 |  | towarzyski   |
| 3.  | 15.11.2018 | Gdańsk, Polska         | Czechy             | 0:1 |  | towarzyski   |
| 4.  | 11.11.2020 | Chorzów, Polska        | Ukraina            | 2:0 |  | towarzyski   |
| 5.  | 05.09.2021 | Serravalle, San Marino | San Marino         | 7:1 |  | el. MŚ 2022  |
| 6.  | 24.03.2022 | Glasgow, Szkocja       | Szkocja            | 1:1 |  | towarzyski   |
| 7.  | 11.06.2022 | Rotterdam, Holandia    | Holandia           | 2:2 |  | LN 2022/2023 |
| 8.  | 16.11.2022 | Warszawa, Polska       | Chile              | 1:0 |  | towarzyski   |
| 9.  | 21.11.2023 | Warszawa, Polska       | Łotwa              | 2:0 |  | towarzyski   |
| 10. | 07.06.2024 | Warszawa, Polska       | Ukraina            | 3:1 |  | towarzyski   |
| 11. | 25.06.2024 | Dortmund, Niemcy       | Francja            | 1:1 |  | ME 2024      |
| 12. | 08.09.2024 | Osijek, Chorwacja      | Chorwacja          | 0:1 |  | LN 2024/2025 |
| 13. | 12.10.2024 | Warszawa, Polska       | Portugalia         | 1:3 |  | LN 2024/2025 |
| 14. | 18.11.2024 | Warszawa, Polska       | Szkocja            | 1:2 |  | LN 2024/2025 |
| 15. | 21.03.2025 | Warszawa, Polska       | Litwa              | 1:0 |  | el. MŚ 2026  |
| 16. | 24.03.2025 | Warszawa, Polska       | Malta              | 2:0 |  | el. MŚ 2026  |
| 17. | 10.06.2025 | Helsinki, Finlandia    | Finlandia          | 1:2 |  | el. MŚ 2026  |

## Życie prywatne
14 czerwca 2017 poślubił Włoszkę, Matilde Rossi. 1 czerwca 2018 przyszedł na świat ich syn, Leonardo. Jego brat, Michał, także jest piłkarzem, występował m.in. w Slavii Ruda Śląska.